# Łunna (gmina)
Łunna – dawna gmina wiejska istniejąca do 1939 roku w woj. białostockim (obecnie na Białorusi). Siedzibą gminy było miasteczko Łunna.
W okresie międzywojennym gmina Łunna należała do powiatu grodzieńskiego w woj. białostockim. Według spisu powszechnego z 1921 roku, gminę zamieszkiwało 5911 osób, w tym 3502 (59%) Polaków, 1664 (28%) Białorusinów, 741 (13%) Żydów, 3 Rosjan i 1 Niemiec.
16 października 1933 gminę Łunna podzielono na 27 gromad: Bohatyrowicze, Chomicze, Dubrowlany, Gladowicze, Kamienczany, Kosiły, Koziejki, Kucharze, Kuczyce, Łunna I (część chrześcijańska), Łunna II (część żydowska), Małe Nowosiółki, Marcinowce, Masztalerze, Mieszetniki, Miniewicze, Nowosiółki, Podborzany, Poniżany, Strzelce, Szczeczyce, Szczerbowicze, Towściki, Zagorany, Zaleski, Żylicze i Żylicze osady.
Po wojnie obszar gminy Łunna wszedł w struktury administracyjne Związku Radzieckiego.
Zobacz też: gmina Łużna